# سبيل وكتاب قايتباي
سبيل وكُتاب السلطان قايتباي هو سبيل يعود إلى العصر المملوكي ويوجد في القاهرة ممصر. بُني السبيل عام 1479م بأمر من السلطان الأشرف قايتباي، ويقع في شارع الصليبة في أحياء القاهرة التاريخية.
يتألف المبنى من سبيل ( سبيل لتوزيع المياه) في الطابق الأرضي وكُتاب (مدرسة ابتدائية لتعليم القرآن) في الطوابق العليا. يوجد أسفل الهيكل تحت الأرض صهريج تُسحب المياه منه للسبيل. يعتبر السبيل أول سبيل وكُتاب قائم بذاته في القاهرة. أصبح هذا النوع من المباني شائعًا فيما بعد خلال الفترة العثمانية.

## معرض صور

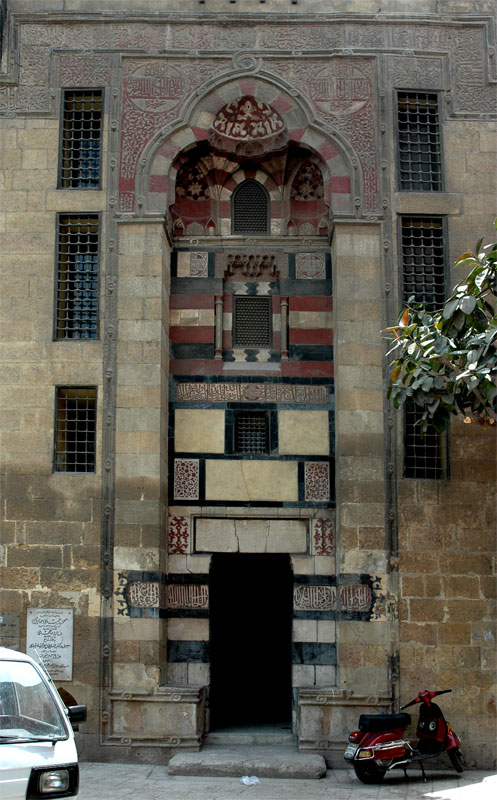
بوابة الدخول.
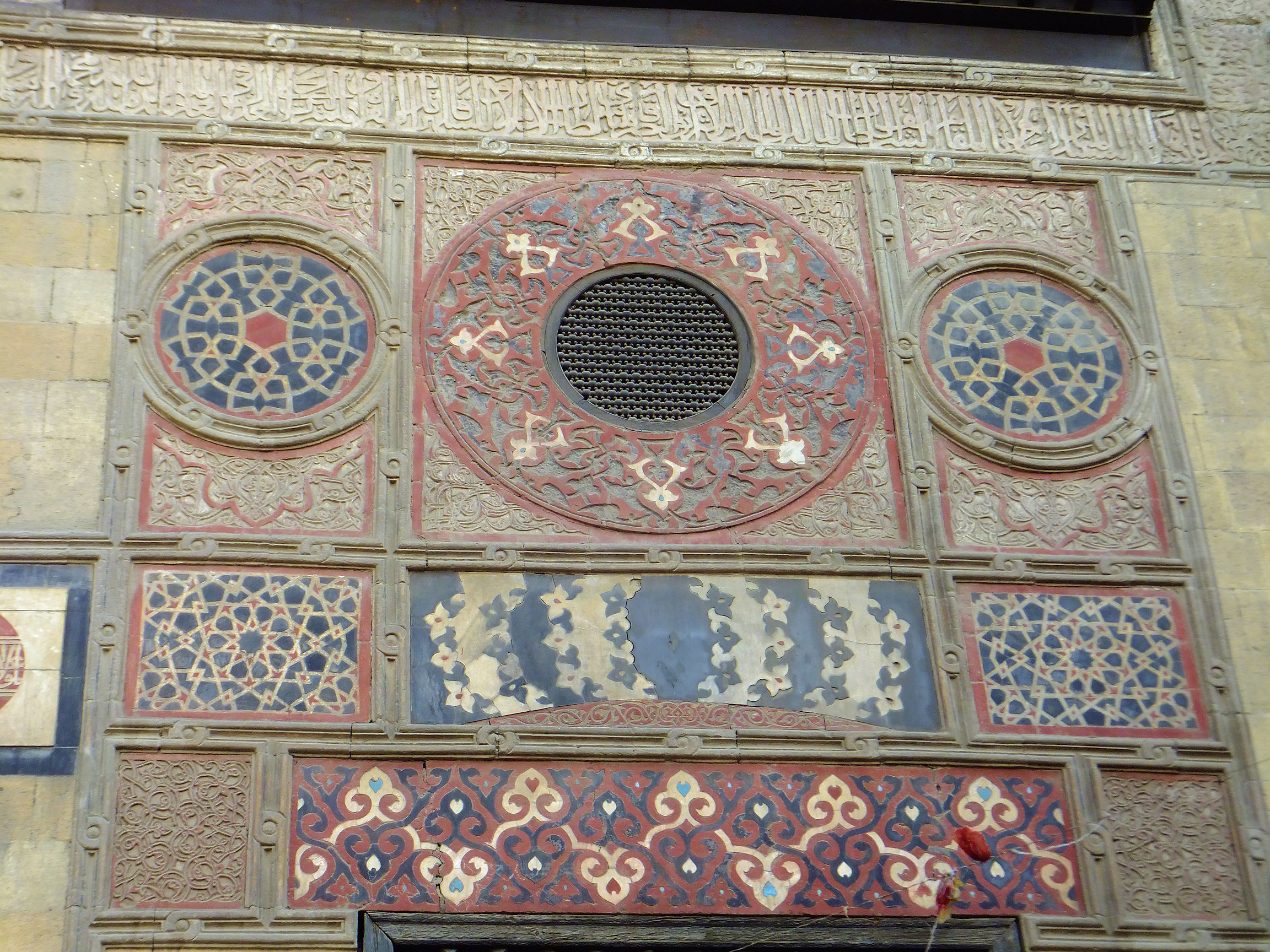
رخام خارجي متعدد الألوان وديكور منحوت على الحجر
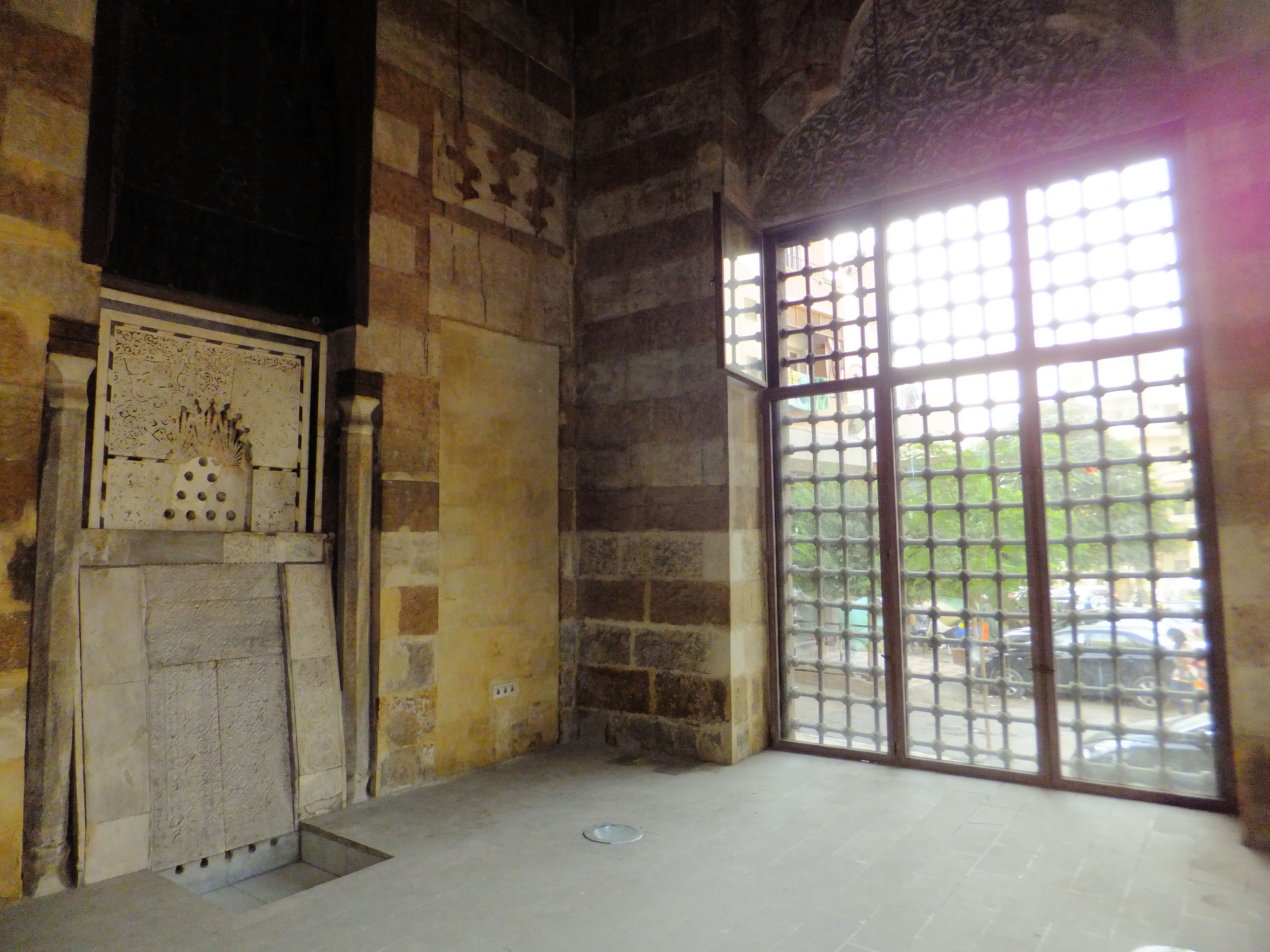
داخل غرفة السبيل ، مع نافذة يخرج منها المصاحب الماء.
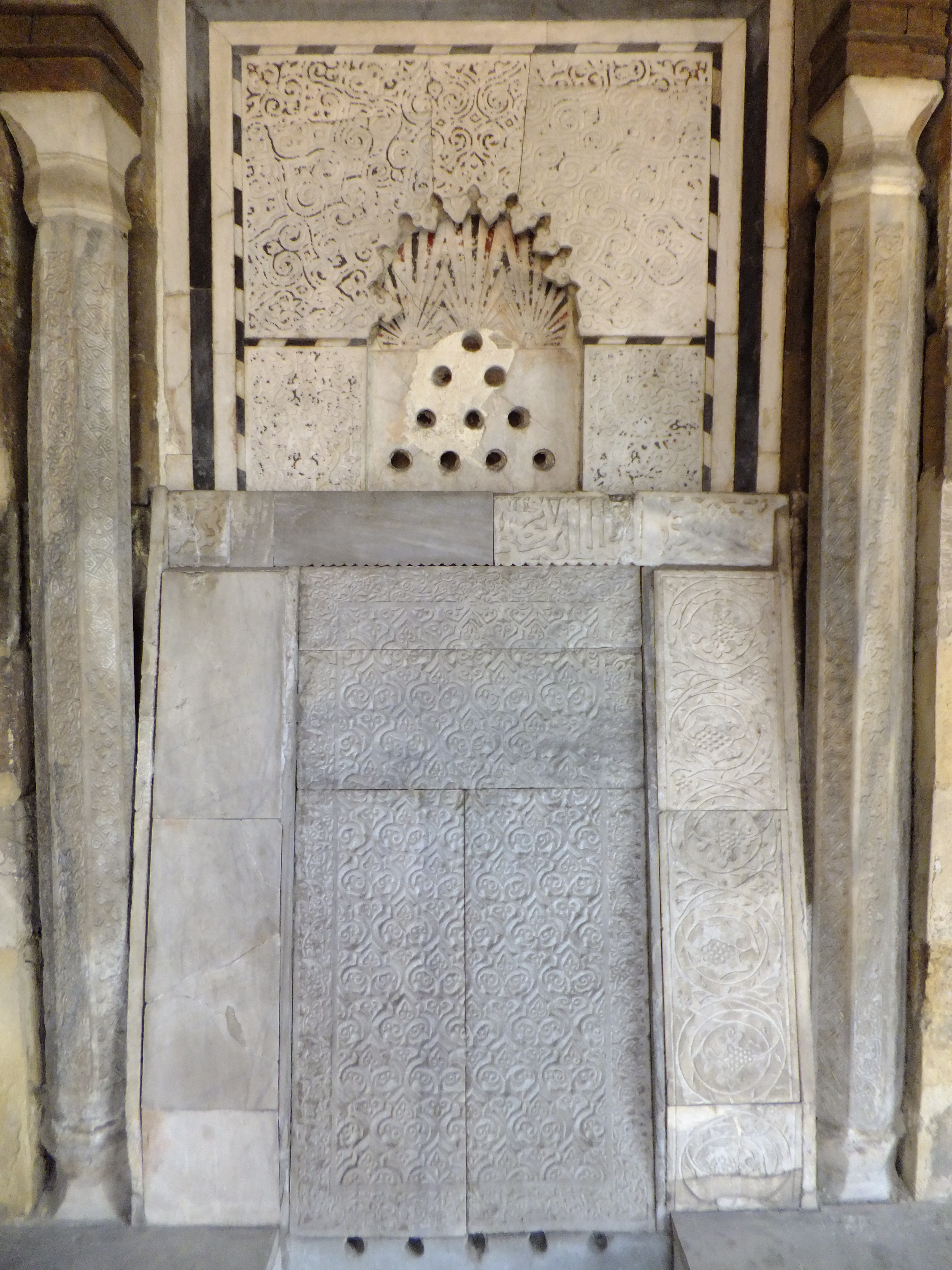
سلسبيل رخامي يتدفق الماء فوقه داخل حجرة المصاحب.
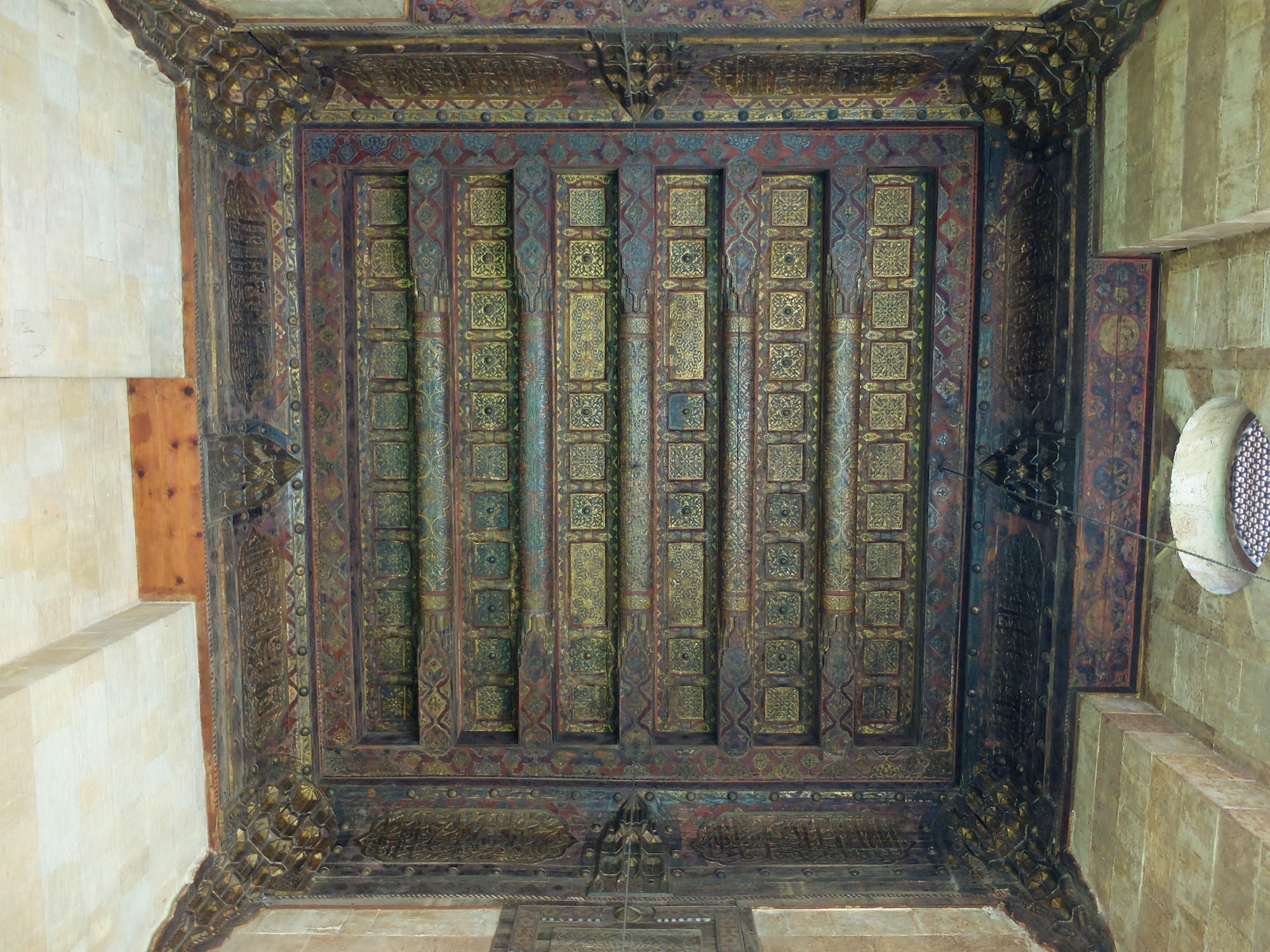
سقف خشبي مطلي داخل غرفة السبيل.
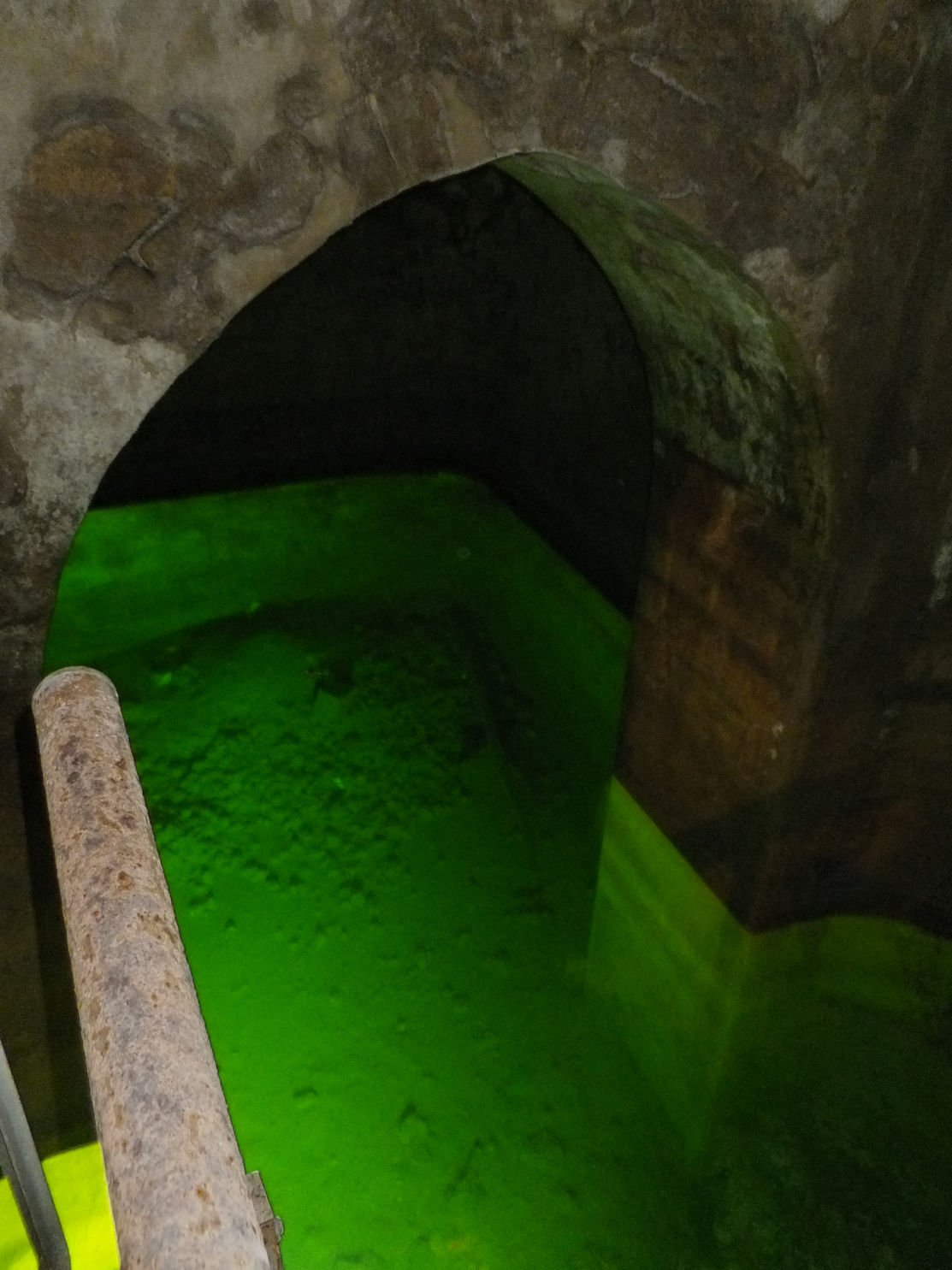
خزان المياه الجوفية.